# The Rascals
För den brittiska indierockgruppen, se The Rascals.

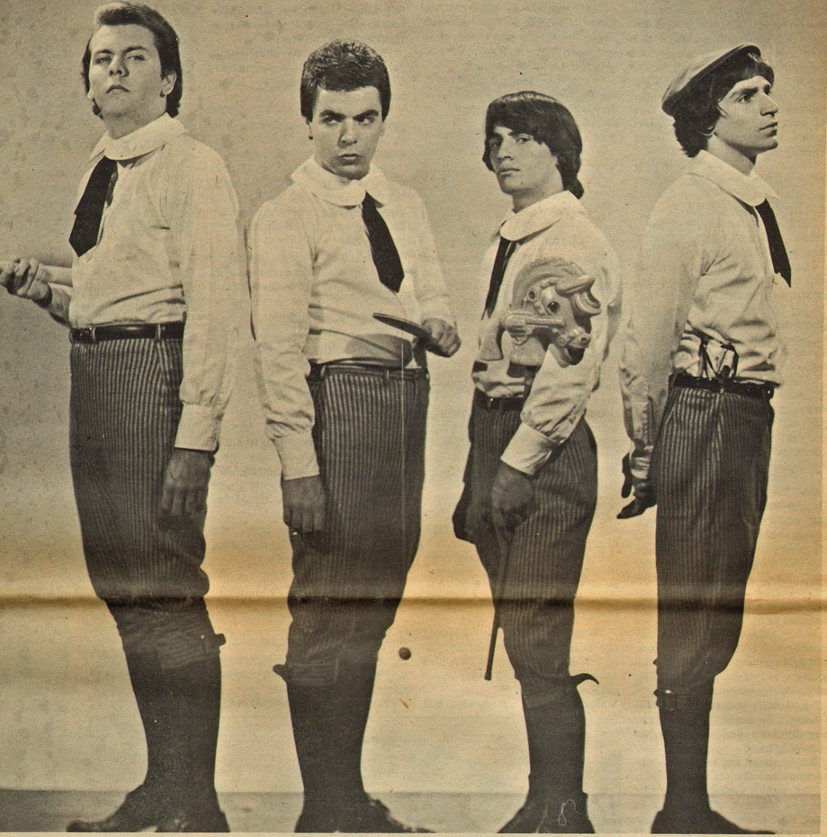
The Young Rascals 12 Februari, 1966. Från vänster: Cornish, Danelli, Brigati, Cavaliere

The Rascals, tidigare kända som The Young Rascals, var en amerikansk popgrupp som bildades år 1964 i New York i USA. De var en av de största grupperna inom så kallad "blåögd soul". De började sin karriär med att spela in covers, men senare skrev de så gott som allt låtmaterial själva. Felix Cavaliere (keyboards) kan sägas ha varit gruppens ledare. Det var också han som tog initiativ till gruppen. Cavaliere hade träffat Gene Cornish (gitarr) och Eddie Brigati (sång) i New York. Alla tre hade spelat med Joey Dee and the Starliters. Brigate och Cavaliere kom att samarbeta mycket med gruppens texter. Efter ett tag fick de även kontakt med trummisen Dino Danelli och så var första uppsättningen av The Rascals bildad. Gruppen kallade sig i början för The Young Rascals och klädde sig då i barnkläder. De fick skivkontrakt på Atlantic Records och började spela in musik.
The Rascals fick sin första stora hit 1966 med en cover på R&B-gruppen The Olympics "Good Lovin' ", vilken tog sig ända upp på Billboardlistans förstaplats. Låten blev även singeletta i Kanada. Året därpå gjorde gruppen om bedriften med "Groovin' ", en sång om en härlig Söndag tillsammans med en förälskelse som med tiden blivit deras signatursång. "Groovin' " var även deras enda singelhit i Storbritannien. I hemlandet gick det desto bättre med flera hitsinglar som "A Girl Like You" och "How Can I Be Sure?". 1967 kortade man namnet till The Rascals. 1968 släpptes singlarna "A Beautiful Morning" och "People Got to Be Free" som båda blev stora hitsinglar i USA och Kanada. "People Got to Be Free" blev gruppens sista Billboardetta. Men de hade en hel del medelstora singelframgångar fram till 1971. Bland dessa kan nämnas "A Ray of Hope" (1968), "Carry Me Back", "See" (1969) och "Glory Glory" (1970). Gruppen skrev helt enkelt inga fler slagkraftiga låtar.
1970 lämnade Brigati The Rascals. Då han var viktig inom låtskrivningen försvårades gruppens situation ytterligare. 1971 valde även Gene Cornish att lämna gruppen. Felix Cavaliere fortsatte tillsammans med Dino Danelli och de nya medlemmarna Buzz Feiten (gitarr), och Robert Popwell (bas). De bytte också skivbolag till Columbia Records inför sina två sista album. Dessa skivor var mer experimentella än popinriktade och drog åt jazz, gospel och funk. 1972 efter att albumet The Island of Real inte blivit någon framgång tyckte man inte att det var någon idé att hålla igång gruppen längre, så man bröt upp.
The Rascals valdes in i Rock and Roll Hall of Fame 1997. Detta ledde till att alla fyra originalmedlemmar uppträdde tillsammans för första gången sedan 1960-talet. I december 2012 och från april till maj 2013 återförenades de fyra originalmedlemmarna för ett antal konserter under parollen Once Upon a Dream

## Diskografi
Album
- The Young Rascals (1966)
- Collections (1967)
- Groovin'  (1967)
- Once Upon a Dream (1968)
- Freedom Suite (1969)
- See (1969)
- Search and Nearness (1971)
- Peaceful World (1971)
- The Island of Real (1972)